# Штейн, Карл (математик)
Карл Штейн (Штайн; 1 января 1913, Хамм, Пруссия — 19 октября 2000, Эберсбах-ан-дер-Фильс) — германский математик, внёс вклад в комплексный анализ и криптографию; среди объектов, названных его именем — многообразия Штейна и разложение Штейна.
Докторскую степень получил в 1937 году в университете Мюнстера
под руководством Генриха Бенке, защитив диссертацию «К теории функций нескольких комплексных переменных; оболочки регулярности низкоразмерных многообразий». Приблизительно в начале 1942 года был призван в вермахт и обучался как шифровальщик для работы в OKW/Chi —
шифровальном отделе Верховного командования вермахта.
Был назначен руководителем подразделения из 11 человек в составе OKW/Chi IV, обеспечивавшего секретность собственных процессов, тестирование шифровальных устройств и разработку новых шифровальных устройств.
В 1955 году стал профессором Мюнхенского университета; в 1981 году получил статус эмерита.
В 1990 году удостоен медали Кантора.
Среди учеников — Михаэль Шнайдер, Отто Форштер, Иво Шнайдер,
Гюнтер Шмидт и Мартин Шоттенлохер.